# أحمد أبو تريكة
أحمد أبو تريكة (مواليد 14 مارس 2003) هو لاعب كرة قدم مصري يلعب حالياً كلاعب مقيم مع نادي المرخية كلاعب وسط.

## مسيرة اللاعب
لعب في النادي العربي ونادي المرخية.

## السيرة الشخصية
و هو ابن اللاعب المصري الدولي محمد أبو تريكة و توأم اللاعب سيف أبو تريكة.